# ハロプロ関西
ハロプロ関西（ハロプロかんさい）は、関西を中心に活動しているハロー!プロジェクトのグループおよびメンバーの総称である。ハロプロ関西から誕生したユニット「SI☆NA」についても記述する。

## 概要
関西を中心に活動するハロー!プロジェクトの研修生を募集するため、2005年10月から『ハロプロ関西オーディション2005』が実施された。同オーディションの進行状況や結果は一切公式発表されていなかったが、翌2006年8月25日にABCラジオで放送された番組『ハロプロやねん!』で合格者が自己紹介し、合格者がいたことが初めて明らかになった。合格者4名とハロプロエッグの前田彩里で結成された結成されたユニット名が「ハロプロ関西」（初期は「ハロプロ関西レッスン生」などと呼ばれたり自称したりしていた）となる。
合格者4名は2008年4月12日、1年7か月半にわたる研修生としての活動を卒業し、「SI☆NA」として活動することが発表された。
現在、ハロプロ関西とはハロー!プロジェクトの関西出身メンバーの総称である。

### ハロプロ研修生との関係
ハロー!プロジェクトにはハロプロ研修生（旧・ハロプロエッグ）が所属している。両者の関係は、オーディションの募集要項などから見ると、ハロプロ研修生が関東圏を中心に活動するのに対し、ハロプロ関西は関西圏を中心に活動している。

## 略歴
- 2005年10月、『ハロプロ関西オーディション2005』を開催する。
- 2006年8月25日、ABCラジオで放送された番組『ハロプロやねん!』においてオープニングアクトを行った際に、自己紹介によって合格者が決定した。なお、合格者にはハロプロエッグの前田彩里も含まれていた。
- 2006年11月、前田彩里がハロプロ関西としての研修を終了し、活動拠点を東京に移動。この時期からハロプロエッグとしての研修を行う。
- 2008年4月12日、1年7か月半にわたるハロプロ関西としての研修を終了し、新ユニット「SI☆NA」としてデビューを目指すことが発表された。
- 2009年4月、ハロー!プロジェクトの公式サイトのリニューアルによりハロプロ台湾と並んでアーティストのカテゴリとして新設された。

## 所属メンバー

### 過去メンバー
- 前田彩里（まえだ いろり、1997年5月7日 - 、兵庫県出身） - 『ハロプロ エッグ オーディション2004』の合格者の1人。2006年8月から11月までハロプロ関西とともに活動していた。
- 『ハロプロ関西オーディション2005』の合格者（のちに「SI☆NA」を結成）
  - 岩嶋雅奈未（いわしま まなみ、1989年12月17日 - 、大阪府出身〈愛媛県生まれ〉） - 『モーニング娘。オーディション2005』で2次審査まで残っていた。ハロプロ関西所属以前に「toi teens!?」でCDデビューしている。
  - 阿部麻美（あべ あさみ、1990年9月5日 - 、京都府出身） - 元モーニング娘。の安倍なつみの実妹の安倍麻美とは別人。
  - 中山菜々（なかやま なな、1992年4月3日 - 、大阪府出身） - 2009年7月25日をもってSI☆NAを卒業。のちに山田菜々（やまだ なな）としてNMB48とSKE48を兼任。2015年4月3日をもって48グループを卒業したあとは、よしもとクリエイティブ・エージェンシー所属のタレントとして活動。2016年に系列事務所のShowtitleへ移籍。弟は元NYCの中山優馬。妹は元NMB48で現strawberrygirlsの山田寿々。
  - 須磨愛（すま あい、1992年4月15日 - 、大阪府出身） - 『モーニング娘。オーディション2005』で4次審査まで残っていた（合格者は久住小春）。

メンバーの所属事務所であるアップフロント関西（現在は、株式会社アップフロントグループの社内カンパニーである「アップフロントグループ 関西支社」となっている）では2008年から『アップフロント関西オーディション』を開催しているが、同オーディションで合格者が出ればハロプロ関西のメンバーになる可能性があった（過去に合格者の川村真洋が同事務所に所属していたことがある）。

## 出演

### テレビ
- ちょっときいてよ!生リク中（2007年6月、Music Japan TV） - 阿部・中山・須磨
- RUSH BALL特番 前編（2007年8月2日・19日、Music Japan TV） - 阿部
- BIG TIME TELEVISION（2008年1月9日、サンテレビ / 12日、チバテレビ） - 阿部・岩嶋・中山

### ラジオ
- アイドル大阪環状線（2007年8月3日、ラジオ大阪） - 中山
- ハロプロやねん!「ハロプロ関西の素（す）」（2007年 - 、ABCラジオ）
- ドラマの風 ハロー!プロジェクトラジオドラマ特別篇「サクラのころ」（2006年12月17日、MBSラジオ） - 須磨・中山
- Ario Wave（2007年12月30日、FMちゃお） - 阿部・岩嶋・中山
- kankiss.jp〜関西にキッスしよ!〜「TheBreak〜アメリカ村アイドル」（2008年1月18日 / 25日、Kiss-FM KOBE） - 須磨・中山 / 阿部・岩嶋
- Girls Kiss（2008年2月16日 - 2009年6月27日、Kiss-FM KOBE）

### ライブ・イベント
- ℃-ute Cutie Circuit 2006 ミニライブ&握手会（2006年8月25日、神戸須磨パティオ）
- ABCラジオ「ハロプロやねん!」公開録音（2006年11月19日・2007年3月11日・11月18日・2008年3月16日、大阪万博記念公園）
- 中澤裕子ソロライブ（2006年12月17日、なんばHatch）
- ライブ&ゲーム大会（2007年8月13日・17日・18日、ハロー!プロジェクトオフィシャルショップin甲子園店プッチミュージアム）
- モーニング娘。10年記念展（2007年9月15日・16日、京セラドーム大阪スカイホール）
- メロン記念日「お願い魅惑のターゲット」発売記念イベント（2007年9月29日、ジャスコ洛南ショッピングセンター）
- ミニイベント（2007年11月17日、ダイエー宝塚中山店）
- サンテレビ「アリオ八尾 JACK Vol.10」公開収録（2007年12月30日、アリオ八尾） - 阿部・岩嶋・中山
- ハロプロ関西待望の初☆SHOPイベントin心斎橋店（2008年2月24日、ハロー!プロジェクトオフィシャルショップ心斎橋店）
- BERONICA everyday music（2008年2月25日、BERONICA）
- アイドルちゃんぷる（2008年3月20日、信長書店日本橋店）
- ハロプロ関西SHOPイベント「トークショー&握手会 in 京都店」（2008年3月25日、ハロー!プロジェクトオフィシャルショップ京都店）

## SI☆NA
SI☆NA（しーな）は、かつて存在していた歌手グループ、女性アイドルグループである。

### 概要
2008年4月12日に、1年7か月にわたるハロプロ関西としての研修を終え、結成されたものである。ユニット名はメンバーのイニシャルから。
ハロプロ関西から引き続き、関西地区のショッピングセンターやライブハウスなどを中心にイベントやライブを展開し、ハロー!プロジェクトを含むいろいろなアイドルソングやアニメソングなどを歌唱していた。同年5月より、東京で開催されるプロジェクト「HAPPY! STYLE」にも参加していた。
2010年7月にオリジナル曲「フランキンセンスΨ」を発表したが、CD化には至らなかった。

### ハロー!プロジェクトとの関係
SI☆NAは、『ハロプロ関西オーディション2005』の合格者であるハロプロ関西のメンバーによって結成されたものの、当初ハロー!プロジェクトの公式サイトのアーティストリストに含まれていなかったため、ハロー!プロジェクトのメンバーであるかどうかは不明であったが、この時期にも以下のようにハロー!プロジェクトと関係を持ちながら活動を行っていた。
- ハロー!プロジェクトのファンクラブの会報に活動が掲載されていた。
- ハロー!プロジェクトの公式サイトのトピックスにおいてイベントやライブの告知が行われることがあった。
- ハロー!プロジェクトオフィシャルショップにおいて、公式生写真（主にHAPPY! STYLEもの）が販売されたり、握手会などのイベントを行ったりすることがあった（主に大阪心斎橋店）。
- 主たる活動の場だったHAPPY! STYLEには、元ハロプロエッグの能登有沙らも参加している。
- イベントやライブでハロー!プロジェクトの曲を歌唱することもあった。

2009年4月にハロー!プロジェクトの公式サイトがリニューアルされたのに伴い、公式サイトのアーティストリストに含まれるようになり、メンバーであることが明らかになった。

### メンバー

#### 解散までのメンバー
グループ名の由来であるイニシャル順に記す。なお、公式ホームページやHAPPY! STYLE関連では、名字はなく、下の名前のみを英小文字で表記していた。
- 須磨愛（S：すま あい、ai）
- 岩嶋雅奈未（I：いわしま まなみ、manami）
- 阿部麻美（A：あべ あさみ、asami）

#### 元メンバー
- 中山菜々（N：なかやま なな、nana） - 2009年7月25日をもって卒業。

### 略歴
2008年
- 4月12日、ハロプロ関西として活動していた4人により結成。
- 5月6日、この日表参道FABで開催された『HAPPY! STYLE 1st Communication Circuit 001』でHAPPY! STYLEに初参加。
- 9月、『第87回全国高等学校サッカー選手権大会』大阪大会の高校生レポーター「NANIWAスパイクガールズ」に阿部・須磨・中山が参加。
- 12月13日、初のライブ公演『TANOSINA STAGE 2008 Vol.1』を大阪市内で開催。以後、2011年までに9回開催される。

2009年
- 7月3日、中山菜々が、同月25日開催のライブイベント「岡田唯&SI☆NA LUNCH TIME PARTY『n.』」をもってSI☆NAならびにアップフロント関西を卒業・離脱し、学業に専念することを発表。

2010年
- 3月31日、アメーバブログで公式ブログを開始。
- 7月21日、Ustreamで『SI☆NAのしないようでしてる番組』が放送開始。
- 7月24日・25日、『Hello! Project 2010 SUMMER 〜ファンコラ!〜 神戸場所』にオープニングアクトとして出演。

2011年
- 3月1日、4月17日開催の『TANOSINA STAGE FINAL』を最後に解散することを発表[3]。
- 4月17日、この日をもって解散。解散後、manamiはボーカリストを目指し、aiとasamiは2人での新しいスタイルで、それぞれ活動を継続する[4]。

### 出演

#### テレビ
- アイドルスナイパー -平成アイドル図鑑-（2009年4月5日、テレビ大阪）

#### ラジオ
- Girls Kiss（2008年2月16日 - 2009年6月27日、Kiss-FM KOBE）

#### ネット配信
- SI☆NAのしないようでしてる番組（2010年7月21日 - 2011年4月16日、Ustream）

#### ライブ・イベント
- ［Redemption］-9th short cake bomb-（2008年4月26日、club vijon〈大阪〉）
- Millefeuille Bomb（2008年4月27日、日本橋Platz）
- SI☆NAフレッシュライブ（2008年5月4日、ORC200オーク広場）
- HAPPY!STYLE 1st Communication Circuit 001（2008年5月6日、表参道FAB）
- HAPPY!STYLE 2nd Communication Circuit 002（2008年7月6日、表参道FAB）
- Kissing The Beach 2008 from Suma（2008年7月21日、ハレル茶屋）
- HAPPY!STYLE Communication Circuit 003（2008年9月7日、表参道FAB）
- HAPPY!STYLE Communication Circuit 004（2008年10月13日、Shibuya O-WEST）
- HAPPY!STYLE Communication Circuit 005（2009年2月15日、表参道FAB）
- HAPPY!STYLE Communication Circuit 006（2009年5月6日、表参道FAB）
- TANOSINA STAGE 2008 Vol.1 〜最寄駅は四ツ橋です〜（2008年12月13日、大阪スクールオブミュージック専門学校）
- 岡田唯&SI☆NA LUNCH TIME PARTY『n.』（2009年7月25日、ダイジェスト〈ナンバヒップス〉）
- TANOSINA STAGE Vol.2 〜なんやて!?梅田でライブやて!〜（2009年9月19日、梅田AKASO）
- 岡田唯&SI☆NA LUNCH TIME PARTY『しょうゆやないやろ、ソースやろぉ。』（2009年11月21日、ダイジェスト〈ナンバヒップス〉）
- TANOSINA STAGE Vol.3 〜2009年歌い納め。梅田270⇒〜（2009年12月27日、梅田AKASO）
- TANOSINA STAGE Vol.4 〜今年も梅田でやったるでぇー!〜（2010年1月24日、梅田AKASO）
- TANOSINA STAGE Vol.5 〜花見は梅田でできるやん!〜（2010年3月22日、梅田AKASO）
- HAPPY!STYLE Communication Circuit 007（2010年5月2日・3日、表参道FAB）
- TANOSINA STAGE Vol.6 〜ほな、梅田で。〜（2010年5月22日、梅田AKASO）
- Hello! Project 2010 SUMMER 〜ファンコラ!〜 神戸場所（2010年7月24日・25日、神戸国際会館 こくさいホール）
- TANOSINA STAGE Vol.7 〜ええやん!!梅田!〜（2010年10月2日、梅田AKASO）
- TANOSINA STAGE Vol.8 〜SAY YAH!聖夜!梅田〜（2010年12月23日、梅田AKASO）
- 新春アイドル祭り Hello!Girls（2011年1月5日、OSAKA MUSE）
- TANOSINA STAGE FINAL 〜終わりの始まりなのだっ!〜（2011年4月17日、OSAKA RUIDO）

このほかにも関西地区のハロー!プロジェクトオフィシャルショップでイベントや握手会に参加していた。

### ディスコグラフィ

#### 未CD化
- フランキンセンスΨ - 2011年8月10日発売のBuono!のミニアルバム『partenza』でカバーを収録。